# Храм Рождества Христова (Мытищи)
Храм Рождества Христова — приходской храм Мытищинского благочиния Сергиево-Посадской епархии Русской православной церкви. Храм расположен в городе Мытищи Московской области России (Новомытищинский проспект, д. 6). Главный престол освящён в честь праздника Рождества Христова; приделы в честь праздника Собора святых новомучеников и исповедников Российских, в честь Матроны Московской.

## История

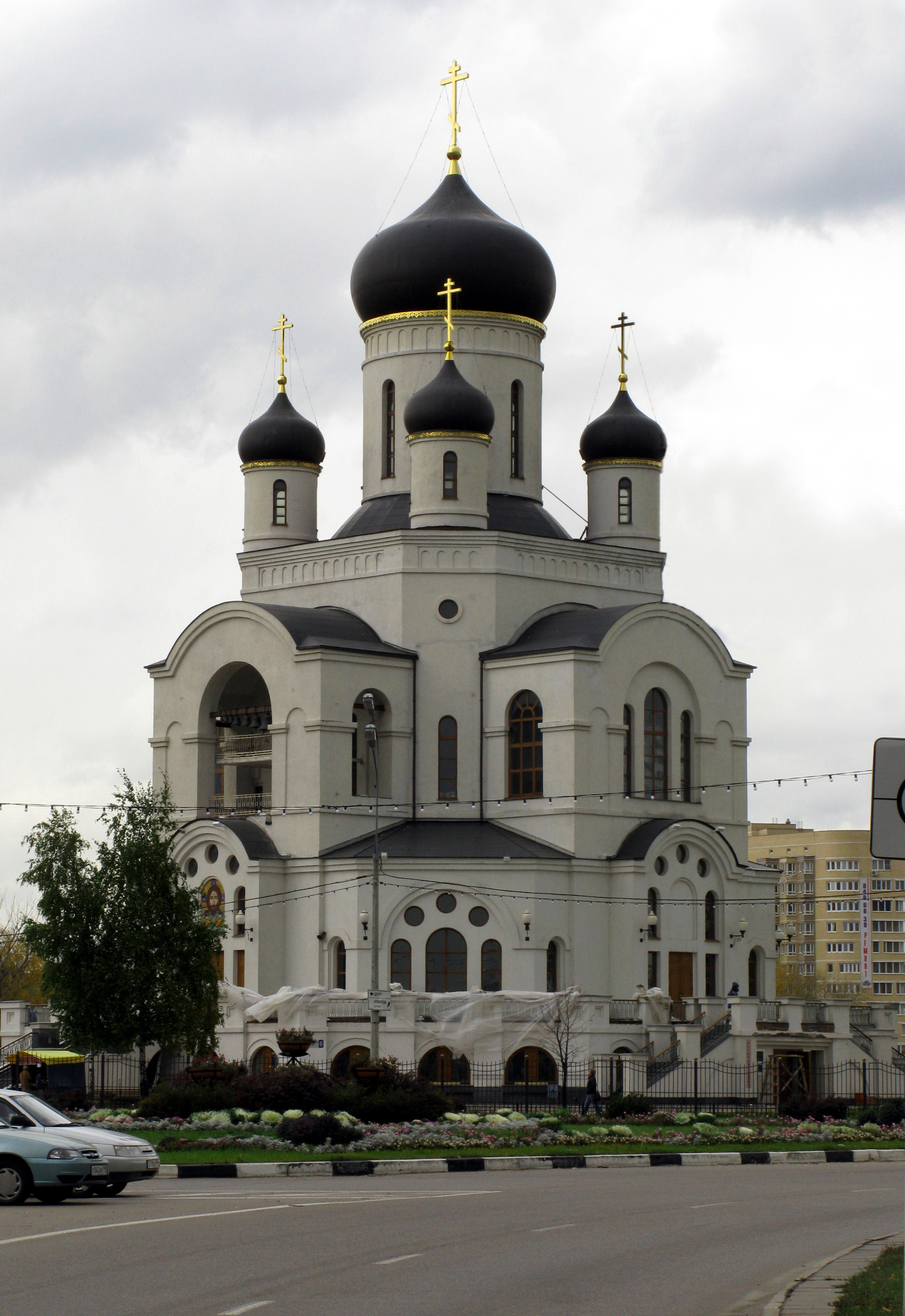

В 2000 году в честь празднования 2000-летия Рождества Христова было принято решение возвести в центре города новый храм (Рождества Христова).
Летом 2000 года в центре Мытищ, на пустыре, на краю старого заброшенного карьера, был заложен символический камень будущего храма, который освятил митрополит Крутицкий и Коломенский Ювеналий (Поярков).
5 декабря 2000 года во Введенской закладной деревянной церкви состоялось первое богослужение.
В ноябре 2001 года строительство началось. В состав храмового комплекса вошли первый этаж с подклетом и антресоли для хоров и звонницы; общая площадь храма составила 1500 м².
10 июля 2005 года митрополит Ювеналий совершил великое освящение храма. При этом присутствовали губернатор Московской области Борис Громов, глава администрации города Мытищи А. Е. Мурашов, представители областной и городской администрации.

## Духовенство
- Настоятель храма — протоиерей Олег Шленов
- Протоиерей Сергий Жиров
- Протоиерей Виталий Лихонин
- Священник Алексей Крикунов
- Диакон Георгий Шаров
- Священник Сергий Гурдяев[1]